# روبرت فيسر
روبرت فيسر (بالألمانية: Robert Visser)‏ هو مصور ألماني، ولد في 2 ديسمبر 1860 في دوسلدورف في ألمانيا، وتوفي في 1937.